# بالمر كوكس
بالمر كوكس (بالإنجليزية: Palmer Cox) (و. 1840 – 1924 م) هو كاتب، ورسام توضيحي، وكاتب للأطفال، وشاعر من كندا، والولايات المتحدة، ولد في غرانبي، توفي في لونغ آيلند، عن عمر يناهز 84 عاماً.